# Beautiful world (小柳ゆきの曲)
「beautiful world」（ビューティフル・ワールド）は、小柳ゆきの7枚目のシングル。2001年4月25日発売。発売元はワーナーミュージック・ジャパン。

## 解説
シングルとしては前作より約4ヶ月振りとなる。
8thシングル「DEEP DEEP」との同時発売。

## 収録曲
1. beautiful world(4:22)
作詞：小柳ゆき / 作曲：岩本正樹/編曲：Zou
2. give me a chance(4:58)
作詞：小柳ゆき / 作曲：中崎英也/編曲：G.Zou
3. beautiful world -LOVER'S ROCK PARTY(5:00)
編曲：Emanuel Walsh
4. beautiful world -Instrumental-(4:20)
5. give me a chance -Instrumental-(4:58)

## 収録アルバム
beautiful world
- 『my all..』
- 『MY ALL <YUKI KOYANAGI SINGLES 1999-2003>』
- 『THE BEST OF YUKI KOYANAGI ETERNITY 〜15th Anniversary〜』